# Río Blanco (Loa)
El río Blanco es un curso natural de agua que nace en la cordillera de los Andes y fluye con dirección general oeste en la Región de Antofagasta por un cajón abundante y desemboca en el río Loa.

## Caudal y régimen
El caudal del río es escaso y es seco